# Amblyiulus clavatus
Amblyiulus clavatus är en mångfotingart som beskrevs av Karl Wilhelm Verhoeff 1923. Amblyiulus clavatus ingår i släktet Amblyiulus och familjen kejsardubbelfotingar. Inga underarter finns listade i Catalogue of Life.